# Trixodopsis facialis
Trixodopsis facialis là một loài ruồi trong họ Tachinidae.